# Скерда кровельная
Ске́рда кро́вельная (лат. Crépis tectórum) — травянистое растение, вид рода Скерда семейства Астровые (Asteraceae).
Обычный по всей Евразии вид, встречающийся по местам с нарушенной естественной растительностью.

## Ботаническое описание

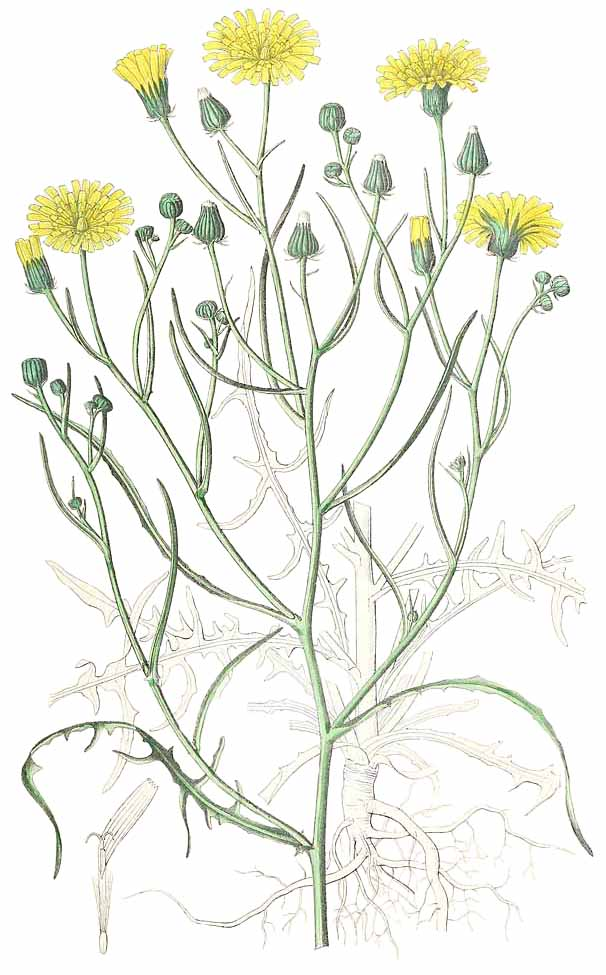

Озимое однолетнее растение, достигающее 30—70 см в высоту. Стебель единственный, прямой, с продольными бороздками, ветвистый, покрытый прижатым опушением.
Листья ланцетные или линейные в очертании, цельные, или же нижние перисто-надрезные с ланцетными долями, цельнокрайные, нижние иногда зубчатые, со стреловидным основанием. Опушение скудное, снизу по крайней мере по средней жилке нередко заметны довольно многочисленные прижатые спутанные волоски.
Корзинки собраны в метёльчато-щитковидное общее соцветие, обёртка 4—5 мм в поперечнике и 7—9 мм длиной, листочки её с внешней стороны серовато-опушённые, часто с немногочисленными чёрными железистыми волосками, с внутренней стороны покрытые прижатым опушением. Листочки внешнего ряда отставлены, шиловидной формы, в несколько раз короче внутренних. Все цветки язычковые, жёлтые.
Семянки тёмно-коричневые, с 10 продольными рёбрами, в верхней части с шипиками, продолговато-цилиндрические, около 4 мм длиной и 0,5 мм толщиной. Хохолок серебристо-белый.

## Распространение
Широко распространённое в Европе и Северной Азии растение, занесённое в Северную Америку. Встречается на рудеральных местах — на пустырях, нередко как сорное в посевах. В некоторых регионах признано опасным сорняком.

## Классификация

### Таксономия[2]
Crepis tectorum L., 1753, Sp. Pl. : 807
Вид Скерда кровельная относится к роду Скерда (Crepis) семейства Астровые (Asteraceae) порядка Астроцветные (Asterales). Кладограмма в соответствии с Системой APG IV:
|  |                                      |  |                                   |                                   |                    |  | ещё 10 семейств | ещё 10 семейств |                   |  |  |  | еще 242 подтвержденных и 191 в статусе "непроверенных" видов и инфравидовых таксонов |
|  |                                      |  |                                   |                                   |                    |  | ещё 10 семейств | ещё 10 семейств |                   |  |  |  | еще 242 подтвержденных и 191 в статусе "непроверенных" видов и инфравидовых таксонов |
|  |                                      |  |                                   | порядок Астроцветные              |                    |  |                 |                 | род Скерда        |  |  |  |                                                                                      |
|  |                                      |  |                                   | порядок Астроцветные              |                    |  |                 |                 | род Скерда        |  |  |  |                                                                                      |
|  | отдел Цветковые, или Покрытосеменные |  |                                   |                                   | семейство Астровые |  |                 |                 | Скерда кровельная |  |  |  |                                                                                      |
|  | отдел Цветковые, или Покрытосеменные |  |                                   |                                   | семейство Астровые |  |                 |                 |                   |  |  |  |                                                                                      |
|  |                                      |  | ещё 63 порядка цветковых растений | ещё 63 порядка цветковых растений |                    |  |                 | ещё 1804 рода   | ещё 1804 рода     |  |  |  |                                                                                      |
|  |                                      |  |                                   | ещё 63 порядка цветковых растений |                    |  |                 |                 | ещё 1804 рода     |  |  |  |                                                                                      |

### Синонимы
- Crepis angustifolia  d'Urv.
- Crepis arvensis  Jáv.
- Crepis campestris  Schur
- Crepis dioscoridis  Pollich
- Crepis integrifolia  Vest
- Crepis lachenalii  Gochnat
- Crepis linearifolia  St.-Lag.
- Crepis muralis  Salisb.
- Crepis muralis  Neck. ex Steud.
- Crepis murorum  S.G.Gmel.
- Crepis segetalis  Roth ex Steud.
- Crepis stricta  Schultz
- Crepis tectoria  Dulac
- Crepis tectorum subsp. tectorum
- Crepis tinctoria  Dulac
- Crepis varia  Moench
- Hedypnois tectorum  Huds.
- Hieracium agrestis  Bernh.
- Hieracium strictum  Vuk.
- Hieracium tectorum  Hornem.
- Hieracium tectorum  (L.) Karsch